# 宗教

部分宗教符号（从左至右）:
----
第一行:基督教,犹太教,印度教
第二行:伊斯兰教,佛教,神道
第三行:锡克教,巴哈伊教,耆那教

宗教（religion）有多种定义，可以是联系人与神祇或超自然、神聖存在的文化体系；还可以定义为，以热情和坚定地信念而坚持信仰的原则或理论体系。按前者定义，可分为多神论、泛神论、一神论。按后者定义，无神论，自然神论，不可知论等，也都是不同的宗教信仰。这些宗教体系，包括个人行为、传统仪式、价值观念、世界观念、经典作品、朝拜圣地、道德规范或社会团体等形式。宗教信仰是人们对其中某个体系的共识和崇拜。人类学家克利福德·格尔茨声称与神话和哲学相辅相成，宗教相当于人文社科中的一门包罗万象的“生存之道”。
不同宗教可能包含不同元素，包括但不限于神性，圣物，信仰，超自然存在（一个或多个），给予信徒规范或力量的终极性或超验性生命体验。宗教的表现形式包括仪式，讲道，纪念或崇拜、祭祀神明，牺牲，节日，节庆，殡葬服务，婚姻服务，祷告，音乐，艺术，舞蹈，公共服务或其他文化形式。宗教可能通过神圣历史、叙述（可能通过神圣经文保存）、符号意义和圣地，来记录生命、宇宙或其他事物的起源、并以此表达生命的意义。传统意义上，信仰被认为是宗教信念的来源。全世界大约有10000个不同宗教，大约84%的人口附属于五个世界主要宗教之一，基督教、伊斯兰教、印度教、佛教、道教或不同形式的民俗宗教。
一些信仰團體，尤其一些新興宗教，可能會被人定性為「邪教」；然而，被定性為邪教的信仰團體和正當宗教間通常沒有真正的區別，因此目前美国宗教学术界已摒弃使用「邪教」这个主观概念，取而代之的是不含贬义色彩的中性的「新興宗教」概念，而一些學者更認為「邪教」一詞是對於具有不同教條和儀式的團體的人身攻擊；宗教學者梅根·古德溫（Megan Goodwin）指出，在一般人的用法當中，所謂的「邪教」，其實指的就是「我不喜歡的宗教」，如此而已；而宗教學者羅德尼·斯塔克（Rodney Stark）和威廉·西姆斯·本布里奇（William Sims Bainbridge）在1996年出版的《宗教的未來》（The Future of Religion）中，也下評論說「在開始時，所有的宗教都是由隱蔽、微小且偏離主流的『邪教』起家的。」

## 詞源
在漢語中，宗、教二詞各有其義，本不為一個統一的聯綴詞。按《說文解字》：「宗者，尊祖廟也，以宗從示。」，「示者，天垂象見吉凶所以示人也，從二。三垂，日月星也，觀乎天文以察時變示神事也。」故而，“宗”表示對被神格化和人格化的自然宇宙及人類祖先神靈的尊敬和敬拜。“教”則指教育、育化、啓發等，进而側重於表述對神道、人道、或某一家理論體系的信仰和傳播，這一點反而與西方的religion一詞內涵較為接近。近代中國常將儒家思想和傳統稱為“聖教”，此“教”的內涵即與西方的religion一詞極為相近。
直至公元10世紀，「宗教」作為一個聯綴詞才出現，最先見於佛經，如《續傳燈錄》中：「吾住山久，無補宗教，敢以院事累君。」此處的“宗教”一詞，指崇佛傳統及其弟子的教誨，其詞義狹小而具體。但近代以來，隨著中西方交流對中國學術界影響的加深，以及隨著西方19世紀末現代科學中等新門類的興起和發展，“宗教”一詞於是作為現代漢語中對於「religion」一詞的對應翻譯，具備了廣義性的概念；西方的也隨即被翻譯爲了宗教學，即以“宗教”為研究對象的學科。宗教學脫胎于更早的神學，卻超脫了傳統神學中帶有宗教偏見的研究方向，轉而以各個宗教之間的共性和特性、宗教的本質為研究方向，強調在宗教信仰外保持客觀性的研究。
在西方语言中，「宗教」（religion）源自古羅馬時代的拉丁語。religio與近代西方宗教概念有關連卻不等同，更多地屬於一種神學概念。古羅馬哲學家西塞羅在其著作《論神之本性》中使用過relegere（本意為反覆誦讀、默想）或religere（本意為重視、小心考慮），可見他當時認為在神的敬拜上需集中注意，又需嚴肅認真。另外古羅馬神學家奧古斯丁在《論真宗教》及《論靈魂的數量》皆用religare表示人、神與靈魂間的重新結合，以人神聯盟說來解釋人與神之間的密切關係。奧古斯丁又在《訂正》及《上帝之城》中使用re-eligere來表示人在信仰上的重新抉擇及決斷，人需要靠重新考慮和選擇與神修好。故religio一詞在拉丁語中基本用於表達人對神聖的信仰、義務和崇拜，以及神人之間的結合修好，其與神學的結合更為緊密。中世紀歐洲人從神學的角度出發，往往以略帶貶義的paganism（中譯為“異教”，但是由於中文缺乏相關語境，只作為中性詞）稱呼伊斯蘭等其他非基督教的信仰；而今日的英文詞彙religion及其對應的漢語概念“宗教”則是中性詞彙，可以用來代指基督教、伊斯蘭教、佛教及其他任何宗教。

## 定义
宗教有着各种各样的定义，多数定义试图在很多极端的解释和无意义表述中找到平衡。有人认为应用形式和理论去定义它，也有人更强调经验、感性、直觉和伦理的因素。
東西方也因歷史背景的不同而存在理解差異，宗教是一个翻译辭彙，冯友兰指出：「有其自己的意义，不能在中文中看见一个有教字的东西就认为是宗教」。取「以供奉神灵的宗庙为教导方式」之意，关键是「作为祭祀场所的“宗”，而非作为中国式人文主义印痕之祭祀目的的“教”。」
社会学家和人类学家倾向于把宗教看作是一个抽象的观念、含义。这种抽象的概念是基于自身文化发展而建立起来的。19世纪德国哲学家、人类学家费尔巴哈认为，宗教是人的本质的异化。即人把自己身上优质的特性凝集为上帝，人敬畏并崇拜自己心灵所创造出的上帝。
現代知名僧人釋淨空對宗教的定義是--「宗」具有：主要的、重要的、尊崇的三種意義。「教」具有：教育、教學、教化三種含義。
而台灣僧人法鼓山創辦人釋聖嚴則認為｢有所宗而以為教者，即為宗教。｣
《宗教百科全书》中，宗教的定义是这样的：
 In summary, it may be said that almost every known culture involves the religious in the above sense of a depth dimension in cultural experiences at all levels—a push, whether ill-defined or conscious, toward some sort of ultimacy and transcendence that will provide norms and power for the rest of life. When more or less distinct patterns of behaviour are built around this depth dimension in a culture, this structure constitutes religion in its historically recognizable form. Religion is the organization of life around the depth dimensions of experience—varied in form, completeness, and clarity in accordance with the environing culture."
翻译：綜上所述，每个已知的文化中都包含了或多或少的宗教信仰，它们或明了或令人疑惑地试图完美解释这个世界。当某些行为典范在特定的一个文化中得到确立时，它就将在这个文化中打下深深的历史烙印。即便宗教在形式、完整度、可信度等等都因不同文化而不同，但人在社会中还是不可避免要受到宗教的影响。
以下是西方一些神學家對宗教所下的定義：
| 神學家     | 對「宗教」的詮釋                                             |
| ---------- | ------------------------------------------------------------ |
| 門辛       | 人與神聖真實體驗深刻的相遇、受神聖存在性影響之人的相應行為   |
| 繆勒       | 人對於無限存在物的渴求、信仰和愛慕                           |
| 泰勒       | 對靈性存在的信仰                                             |
| 弗雷澤     | 人對能夠指導和控制自然與人生進程的超人力量的迎合、討好和信奉 |
| 施密特     | 人對超世而具有人格之力的知或覺                               |
| 海勒爾     | 人與神聖的交往、相通和結合，是對神聖的生動經歷               |
| 范·德·列烏 | 人與神秘力量的獨特關係                                       |
| 奧托       | 對超自然之神聖的體驗，表現為人對神聖既敬畏而嚮往的感情交織   |
| 施萊爾馬赫 | 宗教是人對神的絕對依賴感                                     |
| 蒂利希     | 宗教是人的終極關切                                           |

## 内容
一個宗教之所以成為宗教，是因為它包括三個層面，其一為宗教的思想觀念及感情體驗（教義），二為宗教的崇拜行為及禮儀規範（教儀），三為宗教的教職制度及社會組織（教團）。

### 教義
宗教的教義主要分為「觀念」和「體驗」兩種。
- 觀念的類型
  - 靈魂觀念
  - 神靈觀念
  - 神性觀念
- 宗教經驗的類型
  - 敬畏感
- 獲得[來源請求]經驗的類型
  - 宗教理論
  - 宗教道德
  - 宗教修習

即人的神觀及對神的敬畏心態，是整個宗教的內在因素及核心所在，故「對神的信仰」乃是一切宗教的根本。宗教信仰的對象被人理解為一種超自然而又控制自然的神秘力量或神聖實在，它被視為神力、精靈、眾神、至高一神，或抽象地以絕對者、永恆者、至高無上者、自有永有者、無限存在者、超越時空者稱之。這種信仰被視為萬物的起源和歸宿，一切存在的根基及依據。然而各宗教對神的理解不盡相同，有可能是「眾多而有序」、「單一而排他」，有可能以「超在」或「內在」存在，由此構成多神教、一神论、單一主神教、二元神教等，也有超泛神論、泛神論、萬物有靈論等不同的神論。
宗教對神靈觀念的解釋為「神學」，神學在宗教傳播、歷史演進、人類進步中不斷被調整修正。神學是自觉宗教與自發宗教的最大分別，因為神學有其理論化及系統化，而自發宗教是不具神學體系的。

### 教儀
- 巫術
- 禁忌
- 祈禱
- 祭祀
- 懺悔
- 敬拜

宗教的崇拜行為、禮儀規範屬於宗教的外在因素。體現出宗教教義的實踐，也反映出宗教傳統的改革及其社會文化背景。教儀是規範化、程式化、機構化及制度化的，其內容包括祈禱、祭獻、聖事、禮儀、修行及倫理規範。
教義是基於宗教的理論体系，而教儀則根據社會實踐的活動，前者為後者提供依據及指導，後者使前者的精神意趣得以推廣和外化；前者由不斷詮釋、匯集、編纂宗教經典而深化，後者也是經驗累積確定其施行的程度，於是教義及教儀皆在所處的文化氛圍中產生一種人們公認的社會慣例。

### 教團
宗教的教職制度及教团體系（如：基督教的教会、牧区，佛教的僧伽），代表着宗教信仰體系的機構化及社會化，是宗教的最外殼，卻又不可或缺。一方面替宗教提供了活動空間，另一方面也給予存在保障。教職制度令宗教有了可見的外在形體，從而對社會起作用。在歷史上，政教常有合一或分離現象，體現了社會行政功能與祭司宗教功能的有機結合，說明了宗教這一個體與世俗社會既有聯繫，又有區別。
教團及教職的形成，標誌著人類信仰體系的成熟，充實了宗教，補足了教義及教儀，由此凸現了宗教的獨特性與其他社會意識和社會文化歷史現象的不同特點。

## 起源
宗教源於准宗教現象，產生於原始宗教以前，為現今所知人類意識活動最早的形態之一，有一定程度的宗教因素，但當無超自然體的概念，對於客體尚未神化、無敬拜求告之念，一切全靠幻想，認為某些行動可影響某些現象或事物，如法術巫術、針刺木刻人形、佩戴玉石等。
舊石器時代洞穴壁畫的野獸圖像遍佈被利器刺傷之痕跡，多認為是行法術以增加狩獵命中率。而尼安德特人、山頂洞人等的墓葬中，都發現屍骨上撒滿紅粉及砂石，可能是以血色物行法術，以求死者死後安穩或再生。當宗教及神靈觀念形成，巫術法術多成為宗教的附屬行動。研究宗教起源的學科為宗教人类学，主要理論為萬物有靈論、前萬物有靈論、巫術論、原始一神論、功能論、神話結構學說及語言疾病學說，前四者屬進化論學派，後三者屬文化圈學派。

### 萬物有靈論
萬物有靈論由英国考古学家愛德華·伯內特·泰勒提出，認為原始人在形成宗教前先有「萬物有靈」之概念，人在對影子、倒影、回聲、呼吸、睡眠中覺得人的物質身體之內有一種非物質的東西，使人具有生命，而當中以夢境的感受影響最大，當這種未知的東西離開身體時，身體便喪失活動能力，呼吸也停止，泰勒稱這種未知的東西為Anima。原始人推演一切生長或活動之東西，甚如日月皆有Anima，然而近代宗教學家認為原始人未具這種抽象的推理能力，也未發現任何考古實證。

### 前萬物有靈論
前萬物有靈論又稱「物活論」、「泛生崇拜」，是人類學家Robert Ranulph Marett對萬物有靈論的修正，他認為原始人在產生「萬物有靈」之概念之時，先具備一種概念，就是認為整個世界是活的，故世界每件東西也是活的，並非以各物皆具有自己的獨立靈魂為前提，然而也未發現任何考古實證。

### 巫術論
巫術論由弗雷澤提出，他認為人類精神是由巫術發展到宗教，再到科學。巫術是一種准宗教現象。原始人認為巫術可控制自然，原因不外乎是接觸律或相似律，即認為取得某東西的一部分作法可影響該物之全部，又或認為對該物之相似物作法可影響該物，但當人類不相信這種虛擬力量時，則轉移為對超自然存在物的撫慰和慈悲。

### 語言疾病學說
語言疾病學說（a disease of language）由德国哲学家馬克斯·繆勒提出，他認為古代印歐語言抽象詞彙少，當中某些概念性詞彙必須賦予人格化的聯繫，否則就無法運用。諸神最初只是自然現象的名字，後來從詞彙中人格化，造成實在感，神話由此誕生。这样，引起敬畏的對象逐漸被語言所掩蓋，並由於隱喻行為而最終與直接的知覺相分離。

### 原始一神論
原始一神論由施米特提出，他認為在最古老的文化中普遍有最上神的存在，可見於北美極地民族、俾格米人及澳洲東南土著，故一神論才是人類最古老的宗教觀，至上神的形象是來自神的最初啟示，往後的宗教發展呈退化趨勢，被諸神論及鬼靈精怪所掩蓋。

### 功能論
功能论最先由英国人类学家馬林諾夫斯基所提出，亦為一系列之後的功能學派理論的總稱，他認為宗教儀式和巫術行為等是為滿足個體的心理需要，減緩生活壓力，提供積極的生活態度以面對生死考驗，也保護部落的傳統和價值觀，這些功能主要分為生物性、精神性及規範性三方面。

### 神話結構學說
神話結構學說由法国人类学家李維史陀提出，他認為世界上不同的地方的原始人類的心靈皆有共同結構，皆欲解釋世界上的事，這種共相是發展出一套又一套神話的原動力。

## 批判

### 宗教理智論
宗教理智論是以理智、邏輯去探討宗教，它就像一把雙刃劍，可反教也可護教。
反教者觀點以羅素詞鋒最為突出，首先，他認為如果萬物都有起因，那上帝也應不例外，而宗教所說的第一起因根本是無邏輯可言。第二他認為科學帶有某程度的隨機性，今天我們得知量子力學、混沌理論也有一定程度的不可測性，這表明自然法則很可能非出自決定一切的上帝之手，而僅僅是不斷變化的科學的暫時結論。另外，他又認為神學家充滿了「人擇原理」的不合理期望，神學家認為世界之所以是這個樣子，是為了讓人們生存，這種比方無疑等於說人長出高高的鼻子是為了架眼鏡的道理一樣，將結果變為原因，羅素認為人類的出現只是自然進化的一個產物，如果上帝是創造者，為何創造了法西斯黨或這麼多恐怖主義？他又認為，如果是非標準取決於上帝的話，那上帝本身就不應該有至善性可言，如果相信上帝是至善，那麼就不得不承認是非標準由上帝以外的東西去下判斷，這種兩難，亦令有神論者為之結舌。
斯溫伯恩是著名的理性論護教者，他主要從「為什麼存在最普遍的自然定律」著手，他強調很多人忽略宇宙一開始不存在，或一直處於混沌狀態的可能都是非常大的，因此這種高度秩序的宇宙是令人驚訝的、超出科學的，而這並非由於科學落後未能解釋，而是科學的本質必終於某種終極的自然定律及物質結構。這種「終極」的其中一個可能解釋是一神論，因為在一神論中上帝肯定有能力做到這點，秩序性除令宇宙更美好外，還可讓人控制自然，改變自然以生存。進化論觀點在這個問題中是不可能優於設計論的，因為我們不免要問到進化這種法則到底是從何而來呢？這令我們要麼不作解釋，要麼從假設中作出解釋，即以一神論假設作出合理解釋。
對於以上兩種從科學、理性去解釋宗教的理性論（對立論及相關論），保羅·田立克認為太多人把宗教看成是一種只有低級證據而依賴宗教權威的知識，但他必須釐清宗教與科學有著本質上的分別（分離論），用科學去反教或護教皆是無謂的，因為兩者所尋求的真理在不同的意域，理應分而治之，科學只可與另一科學相爭，宗教也只可與另一宗教相爭。他認為諸如量子力學測不準理論一推出，馬上就有人用來證明創世論、神跡說、自由說是可笑的。爭執得最烈的是進化論，反對者只拘泥於聖經的字面意義，把創世描述科學化，歪曲信仰。

### 宗教情感論
宗教情感論旨在表明宗教的本質與意義非體現於理智的活動和成果，是一種直覺「無限者」、「神聖者」而生之絕對、無條件的依存感。施萊爾馬赫認為以科學理性或道德倫理去批判宗教是膚淺的，科學講求勾勒世界的實在性，以同相、規律性去推演事實的必然性，而道德則從人自己出發，發展出一種責任體系，靠終極權威下命令認為什麼該做不該做。宗教有自己一套，總的來說，宗教是「絕對的依存感」。透過直覺有限的活動，對我們面對那些不可見的、永恆的滿懷崇敬，一旦直覺宇宙，則認識自己之渺小而感謙卑，從而喚起「對無限的情感」。奧托指出宗教經典以大量詞彙描述神性，當轉達之概念越明確令人越傾向對宗教作出理性認定，然而宗教是「無理性的」（the non-rational，注意：並非「非理性」the irrational）。我們只借用詞彙來斷定主體的屬性，然而這無限的主體又是不能單靠它們來領會的，他指出這最高的被直覺者——「神聖者」——必須排除任何道德因素，這個「神秘者」令人產生「畏懼感」、「崇高感」及「活力感」。
情感論甫一推出即受到邏輯上的質疑，施萊爾馬赫暗指沒有情感的宗教體驗是談不上信仰、宗教，換言之宗教情感可證明信仰。可是別忘記如果宗教是「無理性」的，為什麼宗教情感可以以因果邏輯去證明信仰？一旦承認這種證明，即承認宗教包含理智成分，它就必受理智論批判。雖然奧托表明宗教體驗只能看作是「解畫的一種代替物」去接近宗教，是描述終極時人類以表意符號硬堆出來的最接近語言，但這亦無可避免表示當中有某些概念是能夠描述宗教經驗的。當代學者更有研究指出情感需依賴於認識或概念，當中有理性的元素，而非情感論者提出之「無理性」。另一宗教學家潘能伯格批評情感論者將宗教淪為個人經驗，宗教只是各人自己對無限情感的主觀，而這種主觀卻沒有任何約束力。

### 宗教意志論
宗教意志論起於帕斯卡，由威廉·詹姆士承之。總括來說，信仰輪不到我們用理智去選擇信與不信，而是分析風險作出賭注，可用「信仰的賭注」這五字來作結。前提是信仰上帝是一項「真正的抉擇」，詹姆斯對真正的抉擇定義為「有生命力的、不可迴避的、有重大價值的」，在目前我們正反兩方皆各有論據，在可見將來也不見得有人能完全支持或推翻神存在的命題，因此我們並不可委身理智而猶豫不決，因避免謬誤而喪失好處，而這也大有可能令上帝不悅，而信與不信可看成是人生一場重大的賭注，如果相信有上帝的存在，賭贏了可獲得一切，若賭輸了也不會失去什麼，然而若不信有上帝的存在，賭贏了只是情感上的勝利，而賭輸卻將失去來生的盼望。
關於意志論的觀點，羅素批評意志論為「功利、主觀」，第一，詹姆斯只一廂情願認為信仰宗教可得到永生盼望，可是在這命題上他沒有去證實過，有可能信神反而要下地獄也說不定。另外，對虔誠的宗教徒來說，神是確切存在的，就如歷史上有過穆罕默德這樣的一個人，正統的宗教徒會認為「我信上帝，故我有福」，而非詹姆斯所說的「如果信上帝，你就會幸福」。意志論將宗教的超越感、神聖抹掉、要求絕對委身的教徒變為功利的現代商人，只會令人變得只信好處，不探真實。

### 宗教終極論
人类普遍认可整个宇宙必定是同一于一个最终极的根源，因此正如普遍认为的国家终将消亡一样，宗教作为一种人类社会中有形的存在，也应该会消亡于终极的包容性和同一性之中。

## 讨论
由於信息發達、宗教自由，加上社會經濟再非自給自足，全球一體化實行，地球村逐漸形成。宗教間的對話不只是自我生存、宣揚正道的需要，也是免卻災難衝突的方法，無論是教會間、還是各宗教間，越來越多人提出要站出來對話，當中各宗教有其自我立場，分別為排他論、多元論及兼併論。

### 排他論
排他論者主張眾多宗教中只有一種是絕對真實的，其餘的皆為謬誤，排他論者在真理問題上有一種絕對化的觀點，而這也是宗教的本性，如果某宗教不是唯一的「真理」，那麼它就不值得信仰，事實上任何一個教徒只要它表示對自己的宗教忠心，就自然產生了一種內在的排他性。排他論是大多數一神論宗教的正統立場，它們只認為自己的神才是真神，只有委身於該宗教才可得到拯救，其他的宗教被視為非真實。當這種排他性排除其他種族時成為種族主義、或是排除其他異教徒而成為封閉宗教，在人類可知歷史上有多次因此類意識形態的排他而起之大型爭鬥。
亚伯拉罕诸教（基督宗教、犹太教和伊斯兰教）具有强烈的排他主义，强调唯一真神。基督宗教（含天主教、东正教和新教各派别）是典型的排他論宗教，但基督宗教的部分派系也提出「普世拯救論」。因此這就成了一個兩難的問題。另外，基督新教強調「信者得救」，造成反排他論者認為這只是一種狹隘的拯救觀，這並非至善至美的神該有的。

### 多元論
多元論者主張世界各大信仰雖十分不同，但這只是我們稱之為神或上帝在生活中同等有效的理解、體驗和回應方式。希克認為各宗教就像「瞎子摸象」的道理，我們不能斷定那一種宗教才是真的，因為真相很可能永沒法被完全證實，各宗教只是「不同的燈，相同的光」。
然而反多元論者認為這根本破壞了宗教的本質，如果承認其他宗教也是對的，那各宗教教義、聖典就欠缺了獨一性。瞎子摸象非共享一終極實體的不同面，而是全都錯了，尾巴怎麼也不可能代表象。除非有人能說出整個象的實體，否則各宗教站出來對話，只是一對瞎子亂說，與其說全部都有理，不如說全部都錯。另外，反多元論者認為要求基督教徒與佛教徒談話，又要與不可知論者、無神論者取得共識是不切實際的，這只是一大堆盲人亂說一通，與象的形態越來越遠。

### 兼併論
兼併論站在排他論與多元論之間，它一方面認為上帝只得一個，卻又把其他宗教看成是「合法的宗教」，神給予各宗教救贖的啟示，只是其他宗教在接受神的恩典時夾雜著因文化差異而出現的偏差，他們所表達的並不如某一宗教般正統，其他宗教只是一些「無名的教徒」，他們接受了部分正確卻部分錯誤的觀念，正統的教徒就是要去糾正他們。
反兼併論者認為這種論調將兼併論放在一個很不利的位置，因為若其他宗教接受啟示並不完善也可得到神恩典救贖，那為什麼還要說服他們信正統宗教？而「無名的教徒」更是放諸四海皆準的說話，既然大家都有神的恩典，那一種宗教才是真正的宗教？那一種才是無名的宗教？這種隱含的排他性也使得兼併論者兩頭不討好。

## 影响

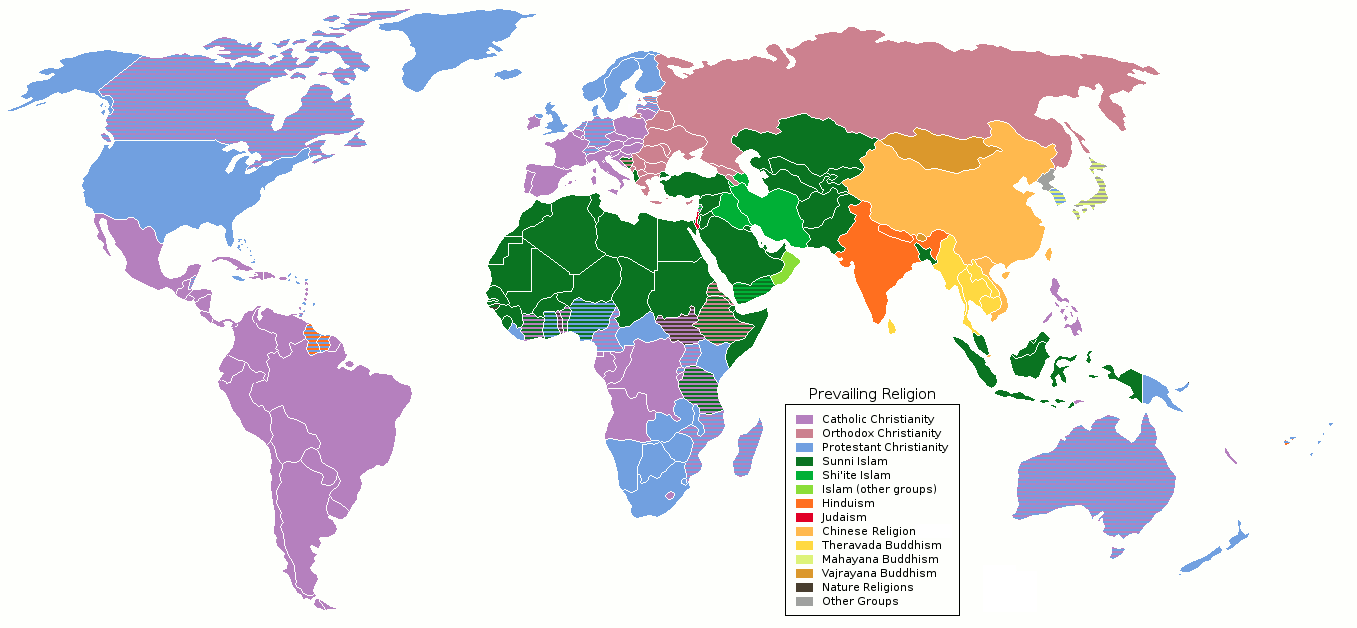
世界主要宗教分布

宗教在世界上各个国家和民族中都广泛存在。

### 政治
宗教与政治的关系很复杂，宗教信仰会影响法律。宗教也是一种社会意识形态，是上层建筑的一部分。在历史上，宗教常常被统治阶层用来作为统治人民的精神工具。另一方面，宗教也常常被反抗者用来作为反抗压迫的工具。
现代在许多国家，公民都有宗教信仰的自由，既有信教的自由，也有不信教的自由，有信这种教的自由，也有信那种教的自由，它是公民的基本权利之一。中世纪时，世界上有許多国家都采取政教合一的制度，国家政权与宗教合而为一，宗教首领就是国家首脑，直接掌握国家政权；设立单一的宗教成为国教，教规就是国法，公民必须信奉和遵守，公民没有信仰其他宗教或不信仰宗教的自由，否则会被认为是「异教徒」而遭到迫害。但在古代中国，由于儒家思想的影响，允许公民有信仰其他宗教的自由，但各种其他宗教必须纳入儒家伦理的框架中。马克思主义的观点认为，当社会发展到共产主义，宗教将会消失。

### 文化、艺术
在宗教的發展過程中，不可避免的會與文化、藝術產生交集。
- 宗教艺术
- 宗教文学
- 宗教绘画
- 宗教建筑
- 宗教戏剧
- 宗教舞蹈
- 宗教美术
- 宗教服飾

### 科学
历史上有许多著名科学家都有宗教信仰，如欧拉和柯西。费曼认为（在20世纪50年代）有超过半数的科学家无宗教信仰，而且科学不能论证上帝不存在。由于宗教很多的说法无法或未被证实但又被说成如同存在的「真理」，只是套套逻辑，内容并非实在而精密。皮尤研究中心的一份报告对美国科学促进会成员中的科学家进行了调查，结果发现只有 33% 的人相信上帝，而普通公众的这一比例为 83%， 科學家信仰宗教的比例远低于普通公众。

## 主要宗教
世界主要信仰比例：

### 非制度性宗教
- 華人民間信仰
- 祖先崇拜
- 原始宗教
- 巫觋宗教
- 个人崇拜、英雄崇拜（英语：Hero worship）、圣人崇拜、君主崇拜、领袖崇拜
- 自然崇拜
- 腾格里
- 拜物教
- 精靈崇拜
- 萨满教
- 万物有灵论
- 孤魂信仰

### 现存制度性宗教
- 基督教：天主教、新教、東正教
- 伊斯蘭教：遜尼派、什葉派
- 佛教：漢傳佛教、藏传佛教、日本佛教、南傳佛教
- 印度教
- 道教
- 錫克教
- 猶太教
- 耆那教
- 儒教
- 神道教
- 天道教
- 琐罗亚斯德教
- 摩尼教
- 威卡教
- 新兴宗教：耶穌基督後期聖徒教會、耶和華見證人、巴哈伊、高台教

其中基督教、伊斯蘭教和佛教常被称为世界三大宗教。印度教信教人口虽高于佛教，但它涵盖的范围一般仅在特定国家或民族之内，所以一般不列入世界三大宗教之中。

### 其他已衰微宗教
- 古埃及宗教
- 古波斯宗教
- 古希腊宗教
- 古罗马宗教
- 阿拉伯神话
- 北欧神话
- 凯尔特神话
- 苏美尔神话
- 巴比伦神话
- 斯拉夫神话
- 玛雅神话
- 阿兹特克神话
- 印加神话

## 儒教的宗教性爭議
清末救亡圖存的動亂中，康有為等人，試圖仿效西方基督教國家的國教習慣，將儒家改造成宗教，立為國教。此舉引發了孔教爭論。1917年中，「將孔教立為國教」的方案受到挫敗。另一方面，陳獨秀等反孔力量逐步做大。
在某些國家和地區，儒學仍被視為宗教（孔教），如臺灣的中國儒教會，印尼的孔教會，香港的孔教學院。

## 延伸閱讀
- 吳汝鈞：〈論宗教與道德的關係（页面存档备份，存于）〉。
- 张汝伦：〈不问信仰，但问有用与否〉。
- 《宗教學基礎十五講》，王曉朝，（北京：北京大學出版社，2003）
- 《宗教大辭典》，任繼愈，（上海辭書出版社）
- 《宗教學是什麼》，張志剛，（天地圖書）